# یشیل‌ایرماق
یشیل‌ایرماق (ترکی استانبولی: Yeşilırmak به معنی «رود سبز»؛ یونانی باستان: Ἶρις: ایریس) رودی در شمال ترکیه است که از سیواس مسیر خود را آغاز می‌کند و پس از طی ۴۱۸ کیلومتر و گذر از شهرهای توقات و آماسیه، در صامسون به دریای سیاه می‌ریزد.
شاخه‌های آن شامل چکرک (اسکیلاکس باستانی) و کلکیت (لایکوس باستانی) است.